# زاك سانتياغو
زاك سانتياغو هو راقص وممثل كندي، ولد في 3 يناير 1981 في كندا.

## أعمال

### أفلام
- (2000) تريكسي
- (2007) القناص[2]
- (2008) العين[3]
- (2016) المهمة[4]

### مسلسلات
- في
- كان ياما كان
- وكالة ديرك جينتلي للتحقيقات الشمولية

## وصلات خارجية
- زاك سانتياغو على موقع IMDb (الإنجليزية)
- زاك سانتياغو على موقع ألو سيني (الفرنسية)
- زاك سانتياغو على موقع أول موفي (الإنجليزية)
- زاك سانتياغو على موقع قاعدة بيانات الفيلم (الإنجليزية)
- زاك سانتياغو على موقع كينوبويسك (الروسية)